# McCann Erickson
McCann — мережа рекламних агентств з офісами в 120 країнах світу. McCann є дочірньою компанією Interpublic Group, однієї з чотирьох великих холдингів рекламної індустрії.

## Відомі рекламні компанії

### I'll watch everything except this
У червні 2015 року на американські телеекрани вийшла реклама від Verizon Communications. У 30 секундному відео чоловік та жінка дивляться телевізор, на якому якраз транслюється фрагмент українського танцю. Жінка, яку грає Рашида Джонс, вимагає від чоловіка перемкнути телеканал зі словами «Я буду дивитись все що завгодно крім цього» (англ. I'll watch everything except this).
Українська діапора, представники якої першими побачили ролик, вважають, що реклама дискримінує українців, і вимагають негайно зняти ролик з ефіру. У соцмережі Facebook було створено сторінку під назвою «Shame on Verizon» для координації зусиль по бойокотуванні рекламної компанії.